# علم الإنسان الشرعي

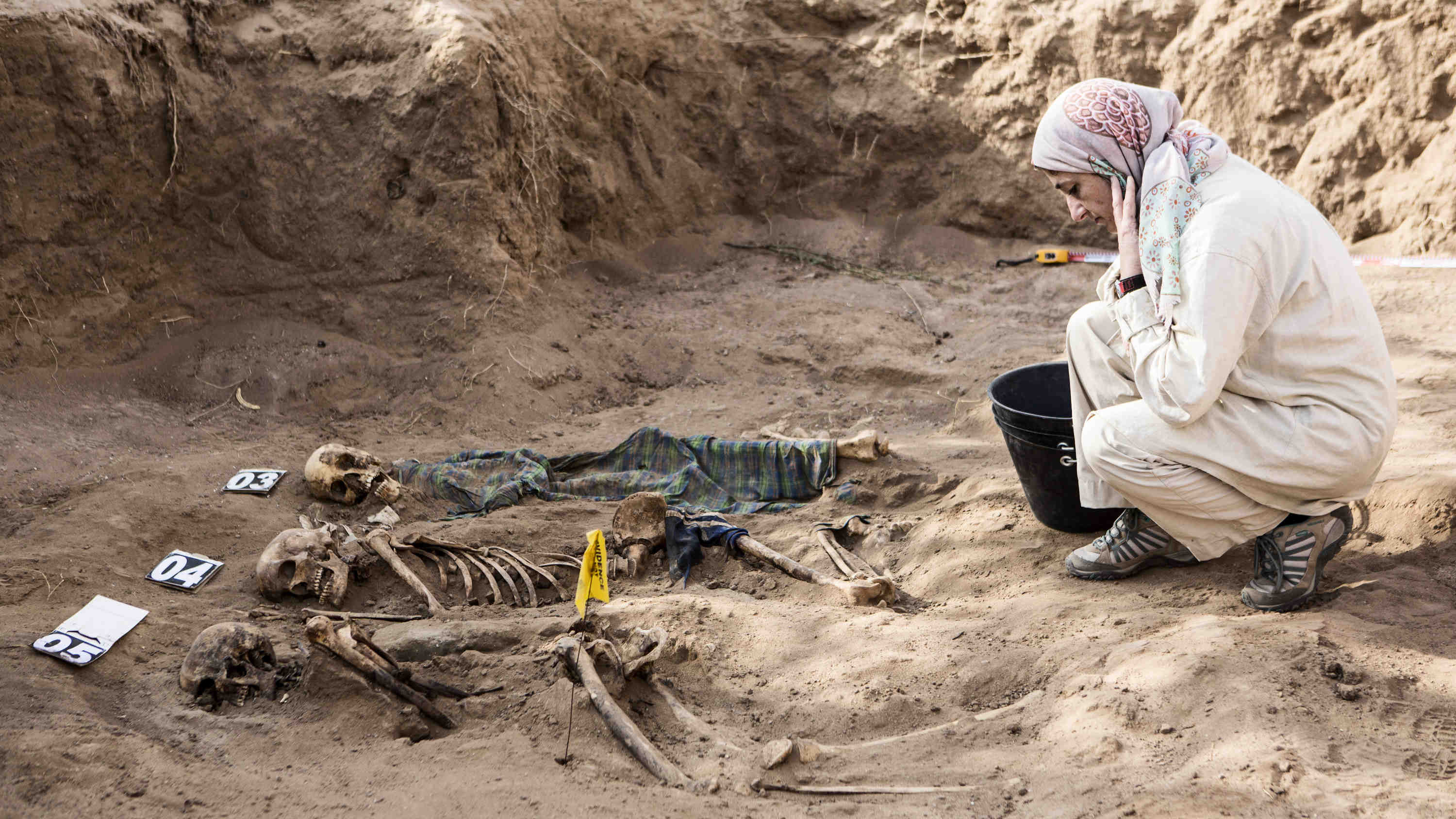
إحدى أعضاء الفريق البيروفي لعلم الإنسان الشرعي (اختصاراً EPAF) أمام بقايا بشرية مُستخرجة خلال تحقيق جارٍ.

يشير مُصطلح علم الإنسان الشرعي إلى تطبيقات علم التشريح في مجال علم الإنسان و مختلف حقوله الفرعيّة، بما في ذلك علم الآثار الجنائيّة و علم التاريخ الحفريّ الجنائيّ، في السياق القانونيّ. يمكن أن يساعد عالم علم الإنسان الشرعي في تحديد هويّة الأفراد المُتَوفِّين الذين تحلَّل رُفاتهم أو احترق أو تشوَّه أو أصبح التعرُّف على صاحب الرُفات صعباً، كما يحدث مثلاً في تحطُّم الطائرات. لعلماء علم الإنسان الشرعي دور رئيسيّ في التحقيق والتوثيق في حالات الإبادة الجماعيّة والمقابر الجماعيّة. يمثُلُ علماء علم الإنسان الشرعي بالإضافة إلى علماء الأمراض الشرعيِّين (اختصاصيُّو التشريح المرضيّ الشرعيّ) و أطباء الأسنان الشرعيّين و مُحقِّقي جرائم القتل عادةً أمام المحاكم كشهود خبراء. يمكن أن يُحدِّد علماء علم الإنسان الشرعي باستخدام العلامات الفيزيائيّة على الهيكل، أن يُحدِّدوا بشكل محتمل عمر الضحيّة و جنسها وقامتها (طولها) ونسبها. بالإضافة إلى تحديد الخصائص الماديّة للفرد، كما يمكن للعلماء باستخدام التشوُّهات الهيكليّة أن يُحدِّدوا (بشكل مُحتمل) سبب الوفاة و الإصابات السابقة للوفاة كالعظام المكسورة أو الإجراءات الطبيّة التي تعرَّضت لها الضحيّة، فضلاً عن أمراض كسرطان العظام.

تعتمد الطرق المستخدمة لتحديد شخصٍ ما من هيكل عظميّ على المساهمات السابقة لعلماء علم الإنسان الشرعي ودراسات اختلافات الهيكل البشريّ. و يُمكن إجراء تقدير اعتماداً على الخصائص الفيزيائيّة عبر جمع آلاف العينات وتحليل الاختلافات بين المجموعات السكانيّة المختلفة، ومن خلال ما سبق يمكن تحديد (بشكل مُحتمل) هويَّة شخصٍ ما. نما حقل علم الإنسان الشرعي خلال القرن العشرين ليصبح اختصاصاً طبيَّاً شرعيّاً بشكل كامل، ويتضمن علماء أنثروبولوجيا طبيّة شرعيّة مدرَّبين، فضلاً عن العديد من المعاهد البحثيّة التي تقوم بجمع بيانات حول التحلُّل و الآثار التي قد يحملها على الهيكل.

## استخدامات حديثة

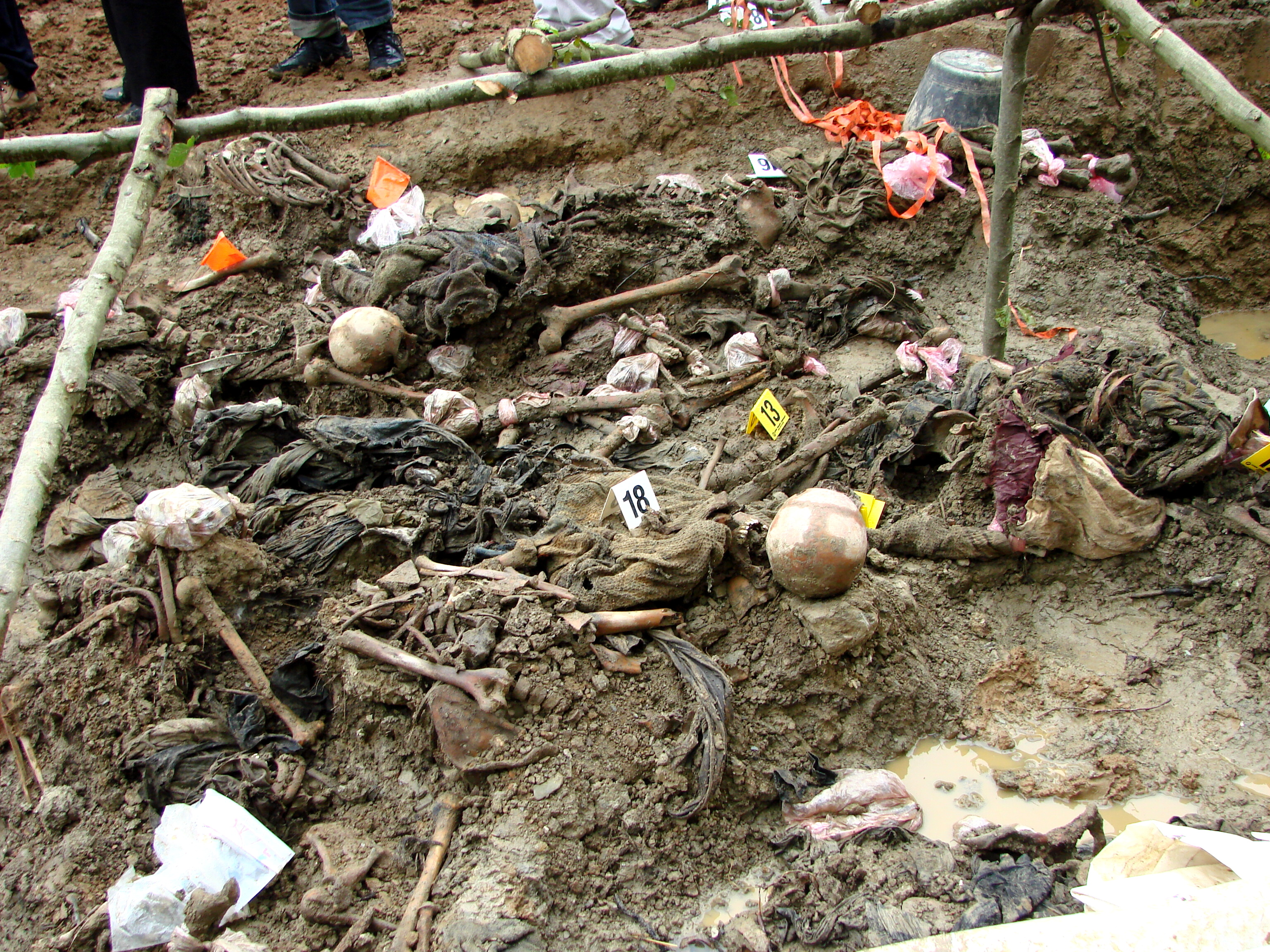
بقايا جثث ضحايا مجزرة سربرنيتشا عام 1995 في مقبرة جماعيّة اِكتُشفت عام 2007.

يُطلب حالياً من علماء علم الإنسان الشرعي التحقُّق من البقايا والمساعدة على تحديد هويّة الأفراد من عظامهم، عندما لا يكون هناك خصائص فيزيائيّة مُساعدة لتحديد الهويّة. يعمل العلماء بالتعاون مع علماء الأمراض الشرعيُّون (اختصاصيو التشريح المرضيّ الشرعيّ) لتحديد البقايا اعتماداً على خصائص هيكل الفرد. إذا لم يتم العثور على الضحيّة لفترة طويلة أو إن تم التهام جُثَّته من قِبل آكلي الجيف، تختفي عندها واسمات اللحم المُستخدمة لتحديد الهويّة، مما يجعل من التعرُّف الطبيعيّ على الهويّة صَعباً إن لم يكن مستحيلاً. يمكن أن يُقدِّم علماء الأمراض الشرعيُّون (اختصاصيو التشريح المرضيّ الشرعيّ) الخصائص الفيزيائيّة للشخص لإدخالها إلى قواعد بيانات المفقودين كتلك الموجودة في مركز معلومات الجريمة الوطنيّ في الولايات المتَّحدة أو قاعدة بيانات الملاحظة الصفراء للإنتربول.

بالإضافة للواجبات السابقة، يساعد علماء علم الإنسان الشرعي غالباً في التحقيق في جرائم الحرب و الوفيَّات الجماعيّة. و قد شارك علماء أنثروبولوجيا طبيّة شرعيّة في المساعدة على تحديد هويَّات ضحايا هجمات 11 سبتمبر/أيلول و حوادث تحطُّم الطائرات ككارثة طيران أرو الرحلة 1285 و كارثة الرحلة 427 لطيران الولايات المتحدة حيث تبخَّرت العديد من الأجساد أو تشابكت بشكل مُعقَّد مما جعل التعرُّف الطبيعيّ على هويّات الضحايا مستحيلاً. كما ساعد العلماء في التعرُّف على هويّات ضحايا جرائم الإبادة الجماعيّة في عدة بلدان حول العالم، وغالباً بعد وقوع الجريمة بوقت طويل. فقد ساعد علماء الإنسان في جرائم الحرب على التحقُّق من ضحايا الإبادة الجماعيّة في رواندا و مذبحة سربرنيتسا. تواصل منظمات كالجمعيّة الأنثروبولوجيّة الطبيّة الشرعيّة في أوروبا والجمعيّة البريطانيّة للأنثروبولوجيا الطبيّة الشرعيّة والجمعية الأمريكيّة لعلماء علم الإنسان الشرعي، في تقديم المبادئ التوجيهيّة لتحسين علم الإنسان الشرعي وتطوير معايير الانضباط.

## التاريخ

### التاريخ الباكر

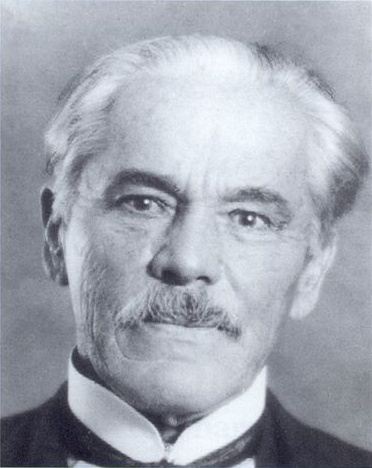
أليس هردليتشيكا عضو مؤسس في اللجنة المؤسسة للرابطة الأمريكية لعلم الأنثروبولوجيا إلى جانب إرنست هووتون.

نما استخدام علم الإنسان في التحقيق الجنائيّ بشأن الرفات، نما من الاعتراف الذي حصل عليه علم الإنسان مجالًا علميًّا منفصلًا ونتيجة نمو علم الإنسان الحيوي. بدأ حقل الأنثروبولوجيا في الولايات المتحدة وكافح للحصول على الاعتراف كعلم شرعيّ خلال السنوات الأولى من القرن العشرين. برز اسم إرنست هوتون كأحد رواد علم الإنسان الحيوي و أصبح أول عالم أنثروبولوجيا فيزيائيّة مُتعاقد كمُعلِّم بدوام كامل في الولايات المتحدة. بالإضافة إلى كونه عضواً في اللجنة المؤسِّسة للرابطة الأمريكيّة لعلماء الأنثربولوجيا إلى جانب المؤسس أليس هردليتشيكا. وضع طلاب هوتون بعض برامج الدكتوراة الأولى في الأنثروبولوجيا الفيزيائيّة خلال أوائل القرن العشرين. و بالإضافة لعلم الإنسان الحيوي كان هوتون مؤيِّداً لعلم الإنسان الجرميّ. فيما تُعتبر الآن علماً زائفاً، حيث يعتقد الأنثروبولوجيون الجرميّون أن الفراسة وفراسة الدماغ قادرتان على إقران سلوكيات الشخص وخصائص فيزيائيّة (ماديّة) محددة. و قد نشأت محاولات تفسير بعض سلوكيات الأشخاص الجرميّة باستخدام الأنثروبولوجيا الجرميّة، نشأت من حركة تحسين النسل، التي كانت شائعة آنذاك. و بسبب هذه الأفكار قِيست الاختلافات الهيكليّة بجديّة أكبر، مما أدى في نهاية المطاف إلى تطوير القياسات البشريّة وطريقة بيرتلون في القياس الهيكليّ من قِبل ألفونس بيرتلون. ساعدت دراسة هذه المعلومات في تشكيل فهم علماء الإنسان للهيكل البشريّ والاختلافات الهيكليّة المتنوّعة التي قد تُوجد.

رائد آخر في علم الإنسان هو توماس وينجايت تود والذي كان مسؤولاً عن إنشاء أول مجموعة كبيرة من الهياكل البشريّة عام 1912. جمع تود بالمجمل 3.300 جمجمة وهيكل بشريّ و 600 جمجمة و هيكل لسعالي و 3.000 جمجمة وهيكل لحيوانات ثديية. ما تزال مساهمات تود قيد الاستخدام في العصر الحديث وتتضمَّن دراسات متنوِّعة تتعلَّق بانغلاق دروز الجمجمة و توقيت بزوغ الأسنان في الفك السفليّ. وضع تود كذلك تقديرات للعمر بناءاً على الخصائص الفيزيائيّة للارتفاق العانيّ. و على الرغم من تحديث المعايير، ما تزال هذه التقديرات تُستخدم من علماء علم الإنسان الشرعي لتضييق مجال عمر بقايا الهيكل العظميّ. و بالتالي فقد أسهم هؤلاء الروَّاد في إضفاء الطابع الطبيّ الشرعيّ على هذا الحقل من الأنثروبولوجيا، ولكن لم يكن حتى عام 1940، بمساعدة طالب تود ويلتون إم. كروغمان حيث اكتسب علم الإنسان الشرعي الاعتراف بها كفرع قانونيّ.

### نمو الأنثروبولوجيا الطبية الشرعية

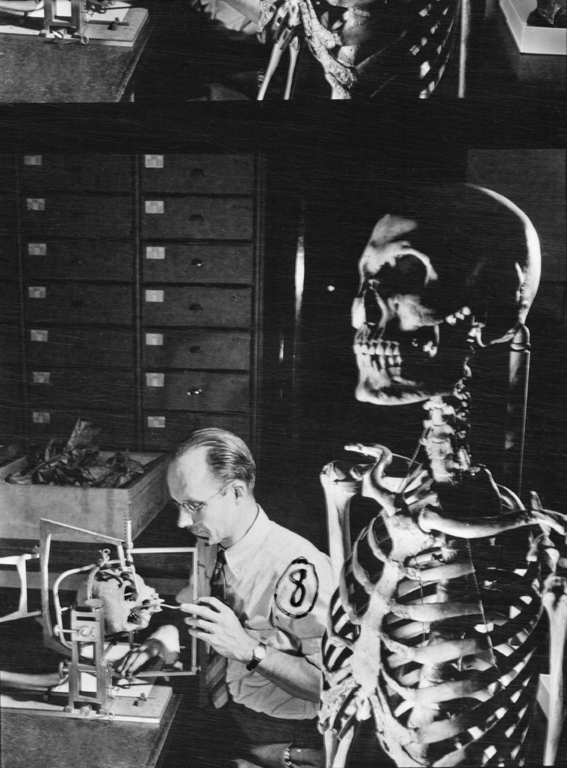
عالم الأنثروبولوجيا الفيزيائية توماس دايل في 3 أكتوبر/تشرين الأول عام 1950، في قسم الأنثروبولوجيا في المتحف الوطني للولايات المتحدة الأمريكيّة (حالياً المتحف الوطني للتاريخ الطبيعي) في مختبره أثناء قيامه بإجراء قياسات جمجمة.

كان كروغمان خلال أربعينيات القرن العشرين أول عالم أنثروبولوجيا ينشر بين العامة بشكل فعَّال القيمة المحتملة لعلم الإنسان الشرعي، حيث ذهب إلى حد وضع الإعلانات في نشرة إنفاذ القانون لمكتب التحقيقات الفيدراليّ FBI و التي أبلغت الوكالات عن قدرة علماء الإنسان على المساعدة في تحديد هويّة الرفات الهيكليّ. و قد شهدت هذه الفترة أول استخدام رسميّ لعلماء علم الإنسان الشرعي من قبل الوكالات الفيدراليّة بما في ذلك مكتب التحقيقات الفيدراليّ FBI. و خلال خمسينيات القرن العشرين وظّفت قوات الإمداد في جيش الولايات المتحدة الأمريكيّة علماء أنثروبولوجيا طبيّة شرعيّة لتحديد هويّة ضحايا الحرب خلال الحرب الكوريّة. في هذا الوقت بدأ علم الإنسان الشرعي بشكل رسميّ. و قد سمح التدفُّق المُفاجئ للهياكل العظميّة المتاحة للدراسة لعلماء الإنسان، والتي تم التعرُّف على هويّاتها فيما بعد، بإيجاد صيغ أكثر دقة لتحديد الجنس والعمر و القامة بالاعتماد على الخصائص الهيكليّة فقط. كانت قد وُضعت هذه الصيغ خلال الأربعينيّات وصُقلت أثناء الحرب وما تزال حتى اليوم مستخدمة من قبل علماء علم الإنسان الشرعي الحديثين.

أخذ هذا الفرع شكله الاحترافيّ (المهنيّ) بعد فترة وجيزة من التطوُّرات السابقة، تحديداً خلال خمسينيّات وستينيّات القرن العشرين. و تزامنت هذه الحركة مع استبدال محققي الوفيات بالفاحصين الطبيّين في العديد من المناطق على امتداد الولايات المتحدة. و في هذا الوقت اكتسب فرع علم الإنسان الشرعي الاعتراف كمجال منفصل في الأكاديميّة الأمريكيّة للعلوم الجنائيّة، وقد افتتح أول منشأة بحثيّة أنثروبولوجيّة ومزرعة أجسام (منشأة أنثروبولوجيّة تتخصص بدراسات تحلل الأجسام) من قِبل ويليام إم. باس. و قد بدأ الاهتمام العام بعلم الإنسان الشرعي بالازدياد في هذا الوقت مع بدء عمل علماء علم الإنسان الشرعي على القضايا البارزة كالمساعدة في التعرُّف على ضحايا القاتل المتسلسل إد جين.

## الأساليب
يستخدم علماء علم الإنسان الشرعي معرفتهم في علم العظام و الاختلافات المتنوِّعة التي تحدث في الهيكل البشريّ لتحديد هويّة البقايا (الرفات). و خلال سياق أي تحقيق، يتولَّى علماء الإنسان مهمة المساعدة على تحديد جنس الشخص وقامته و عمره ونسبه. و لفعل هذا، ينبغي أن يكون عالم الأنثروبولوجيا مدركاً للاختلافات الممكنة بين هياكل البشر المختلفة.

### تحديد الجنس
اعتماداً على العظام يمكن تحديد الجنس، من خلال البحث عن الثنائيَّات الجنسيّة المميّزة (الاختلافات بين الجنسين في الجهاز الهيكليّ العضليّ). و في حال كان الحوض موجوداً ضمن الرُفات فإنه يفيد بشكل كبير في تحديد الجنس، وبفحصه بشكل صحيح يُمكن تحديد الجنس بمضبوطيّة كبيرة (نسبة خطأ منخفضة). يمكن أن يساعد فحص القوس العانيّ و موقع العجز على تحديد الجنس.
على أي حال، قد لا يتوافر الحوض دائماً، لذا ينبغي أن يكون عالم الأنثروبولوجيا مُدركاً للمناطق المختلفة من الهيكل وخصائصها المختلفة بين الأجناس. حيث تحتوي الجمجمة على واسمات مُتَعدِّدة يمكن استخدامها لتحديد الجنس. تتضمن الواسمات النوعيّة على الجمجمة الخط الصدغيّ وأجواف الحجاج و الحافة فوق الحجاجيّة بالإضافة إلى الخطوط القفويّة والناتئ الخشائيّ. عموماً، تميل جماجم الذكور لأن تكون أكبر وأثخن من جماجم الإناث، وإلى أن تمتلك حوافاً متبارزة أكثر.

من المهم لعالم علم الإنسان الشرعي أن يأخذ في الحسبان كل الواسمات المتاحة لتحديد الجنس وذلك بسبب الاختلافات التي قد تتواجد بين الأفراد في الجنس ذاته. على سبيل المثال، يمكن لأنثى أن تمتلك قوساً عانيّاً أضيق بشكل خفيف من الطبيعيّ. و لهذا السبب يُصنِّف علماء علم الإنسان الشرعي الجنس في خمس احتمالات: ذكر أو ذكر محتمل أو غير محدد أو أنثى محتملة أو أنثى. بالإضافة إلى أن علماء علم الإنسان الشرعي غير قادرين على تحديد جنس شخص مُتوفِّي إذا لم يكن بالغاً عند وقوع الوفاة. حيث تبدأ الثنائيات الجنسيّة (الاختلافات في الهيكل بين الجنسين) بالظهور خلال البلوغ و لا تكتمل إلا بعد النُضج الجنسيّ.

### تحديد القامة
يعتمد تقدير علماء الإنسان للقامة على سلسلة من الصيغ التي طُوِّرت لمدة طويلة عن طريق فحص هياكل مختلفة متعدِّدة من مناطق وخلفيات مُتعدِّدة ومختلفة. تُعطى القامة كمجال من القيم الممكنة، وتُقدَّر بالسنتيمتر وبشكل تقليديّ تُحسب عبر قياس عظام الساق. و العظام الثلاثة المستخدمة للقياس هي الفخذ والظنبوب والشظيّة. و بالإضافة إلى عظام الساق، يمكن أن تُستخدم عظام الذراع و هي العُضد والزند والكعبرة. تعتمد الصيغ المستخدمة لتحديد القامة على معلومات مختلفة بالنسبة للأفراد. يجب تحديد الجنس والنسب و العمر قبل محاولة التحقق من الارتفاع، إذا كان ذلك ممكناً. و هذا يعود للاختلافات التي قد تقع بين مجموعات السكان والأجناس و المجموعات العمريّة. و بمعرفة جميع المتغيرات المرافقة للارتفاع، يمكن الحصول على تقدير أفضل لطول القامة. على سبيل المثال، صيغة لتقدير طول قامة ذكر تستخدم طول الفخذ كالتالي  2.32 × طول الفخذ + 65.53 ± 3.94 cm سيُستخدم حينها لأجل إناث من النسب ذاته الصيغة الآتية  2.47 × طول الفخذ + 54.10 ± 3.72 cm. و من المهم أيضاً ملاحظة العمر التقريبي للأفراد عند تقدير القامة. و هذا يعود إلى انكماش الهيكل الذي يحدث طبيعياً مع التقدُّم بالعمر. بعد عمر الثلاثين، يخسر الفرد تقريباً 1 سم تقريباً كل عقد (عشر سنوات).

### تحديد العمر
يعتمد تحديد علماء الإنسان لعمر الأفراد على ما إذا كان الفرد بالغاً أو طفلاً. حيث يُجرى تحديد عمر الأطفال، ما دون 21 سنة، بفحص الأسنان. و في حالة عدم توفُّر الأسنان، يُحدد العمر بناءاً على انغلاق صفائح النمو (الصفائح المشاشيّة). حيث تنغلق صفيحة الظنبوب في عمر 16 أو 17 عند الإناث وفي عمر 18 أو 19 عند الذكور. تُعتبر الترقوة آخر عظم يكمل نموَّه وتنغلق صفيحة النمو فيها في عمر 25. بالإضافة إلى ذلك، إذا أُتيح الوصول إلى كامل الهيكل، يمكن لعلماء الإنسان أن يحددوا المرحلة العمريّة عبر عدّ العظام، حيث يمتلك البالغ 206 عظماً، فيما يمتلك الأطفال عدداً أكبر بسبب عدم التحام بعض العظام بعد.

يطرأ على الهيكل مع التقدُّم بالعمر تغيرات بدءاً من الطفولة وحتى الوفاة، ولكن التغيُّرات التي تطرأ بعد البلوغ لا تكون ظاهرة للعيان وواضحة كما هو الحال في هيكل الأطفال عند الوصول إلى سن البلوغ. و إحدى الطرق الممكنة لتقدير عمر هيكل بالغ هي فحص العظمونات (الوحدة الأساسيّة في بناء العظام) تحت مجهر. حيث تتشكل عظمونات جديدة باستمرار من نقيّ العظم حتى بعد توقُّف العظم عن النمو. و يمتلك البالغون الأصغر عظمونات أقل وأكبر بينما يمتلك البالغون الأكبر سنَّاً شدفات عظمونيّة أصغر وأكثر. هناك طريقة أخرى ممكنة لتحديد العمر لهياكل البالغين هي البحث عن مؤشرات التهاب المفاصل على العظام. حيث سيُسبِّب التهاب المفاصل تدوُّراً ملحوظاً في العظام. تترافق درجة تدوُّر العظام بسبب التهاب المفاصل مع قياس وعدد العظمونات، وهذا يمكن أن يساعد عالم الأنثروبولوجيا على تضييق مجال العمر بالنسبة للأفراد.

### تحديد النسب
عادةً ما يتم تحديد أنساب الأفراد إلى ثلاث مجموعات تاريخيّة وهي القوقازية والمنغوليّة والزنجيّة. على أي حال، أصبح استخدام هذه التصانيف أصعب بازدياد معدَّل التزاوج بين هذه الأصناف وبالتالي أصبحت الواسمات أقل قابليّة للتحديد. بقياس المسافات بين معالم الجمجمة بالإضافة إلى قياس حجم وشكل عظام خاصَّة، يمكن حينها لعلماء الإنسان استخدام سلسلة من المعادلات لتقدير النسب. عادةً، يُستخدم الفك العلويّ لمساعدة علماء الإنسان على تحديد نسب الشخص تبعاً لثلاثة أشكال أساسيّة، قطع زائد أو قطع مكافئ أو أن يكون مُدوَّراً، حيث تنتمي هذه الأشكال إلى الأسلاف التاريخيّة الثلاثة الزنجيّ والقوقازيّ والمنغوليّ على التوالي. بالإضافة إلى الفك العلويّ، يُستخدم القوس الوجنيّ و الفتحة الأنفيّة لتضييق مجال السلف المحتمل. أُطلق برنامج يُدعى FORDISC يقوم بحساب وتحديد أكثر الأسلاف احتمالاً للفرد باستخدام سلاسل رياضيّة مُعقَّدة. يُحدَّث هذا البرنامج باستمرار بمعلومات جديدة عن أناس معروفين، لإنجاز قاعدة بيانات للسكان الحاليين والقياسات الخاصة بهم.

### واسمات أخرى
يمكن لعلماء الإنسان أن ينظروا إلى واسمات أخرى موجودة في العظام. على سبيل المثال، تكون الكسور السابقة واضحة عند تفحُّص عملية تجدد العظام. و يمكن لفحص أي كسر في العظام أن يساعد بشكل محتمل على تحديد سبب الوفاة من خلال تحديد وقت وقوع الكسر فيما إذا وقع قبل الوفاة أو أثناء الوفاة أو بعد الوفاة. ستظهر كسور ما قبل الوفاة علامات التعافي بينما لا تُظهر كسور الوفاة وما بعد الوفاة أي علامات للتعافي. كما ستظهر كسور الوفاة عادةً نظيفة في حين ستظهر كسور ما بعد الوفاة هشَّةً. قد تظهر أمراض كسرطان العظام في عينات نقيّ العظام ويمكن لها أن تساعد في تضييق قائمة التعيينات المُحتملة.

## الحقول الفرعية

### علم الآثار الشرعية

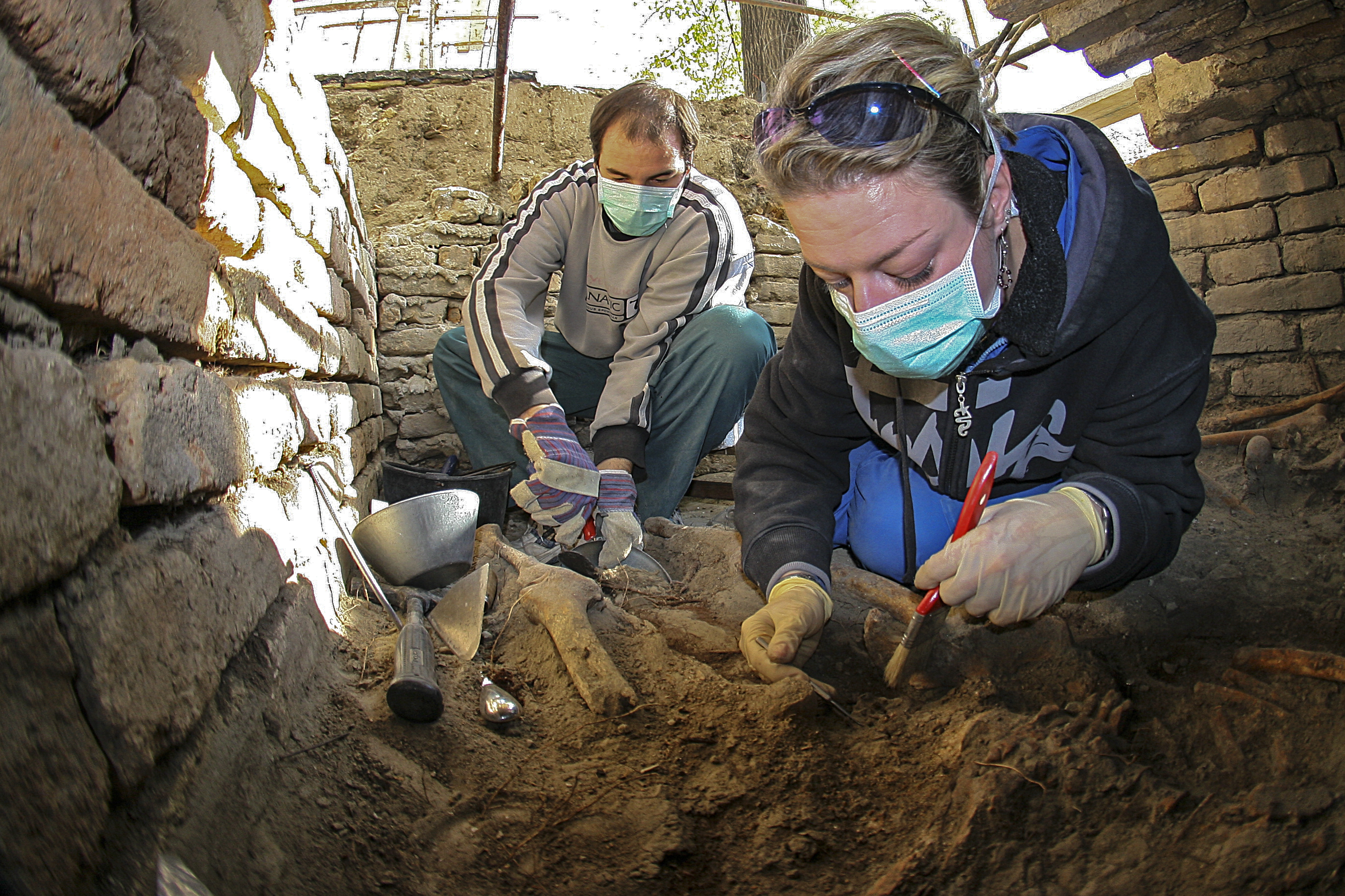
علماء أنثروبولوجيا أثناء قيامهم باستخراج رفات

يُوظِّف علماء الآثار الشرعيُّون معارفهم في تقنيات الحفر المناسبة للتأكُّد من الحصول على الرفات أو البقايا بطريقة سليمةً ومقبولةً جنائياً. عندما يتم الكشف عن بقايا مدفونة جزئياً أو بشكل كامل يعمل علماء الآثار الجنائيون على استخراجها بطريقة تحفظ كل الأدلة الموجودة على العظام على سبيل المثال. و يتمثَّل الفرق بين علماء علم الإنسان الشرعي و علماء الآثار الجنائيون في أن علماء علم الإنسان الشرعي يتدربون بشكل خاص على العظام البشريّة وعلى استعادة الرفات البشريّ، بينما يتخصَّص علماء الآثار الجنائيون في عمليات البحث والاستكشاف و هو مجال أوسع وأكثر عموميّة. بالإضافة إلى البقايا، يتم تدريب علماء الآثار على سبيل المثال على البحث عن أشياء مُخبَّأة في مناطق معينة. قد تتضمن هذه الأشياء أي شيء بدءاً من خواتم الزواج وحتى أدلة الإثبات المحتملة كأعقاب السجائر أو طبعات الأحذية. و يمتد تدريبهم أبعد من سياق الملاحظة، إلى الربط بين وجود الأشياء وتقدير أهميتها في مسرح الجريمة و استخلاص نتائج قد تكون مفيدة لتحديد الضحيّة أو المشتبه به. كما يجب أن يكون عالم الآثار الجنائيّ قادراً إلى حدٍ ما أن يستخدم الإبداع والقدرة على التلاؤم خلال بعض الأوقات حين يكون مسرح الجريمة غير قابل للاستكشاف بالتقنيّات الأثرية التقليديّة. على سبيل المثال، أُجريت دراسة حالة خاصة بشأن البحث عن رفات (بقايا) فتاة مفقودة وُجدت فيما بعد في خزان للصرف الصحيّ تحت الأرض. تطلَّبت هذه الحالة وسائل فريدة من نوعها على عكس تلك التقليديّة في حالات البحث التقليديّة وذلك لاستخراج محتويات الخزان والحفاظ عليها.

يشترك علماء الآثار الجنائيُّون في ثلاثة مجالات رئيسيّة: المساعدة في البحث في مسرح الجريمة وفي التحقيق وفي استعادة الأدلة و/أو تُمثِّلُ بقايا الهياكل جانباً واحداً فقط من عملهم.

كما أن معالجة مسارح (أماكن وجود الجثث) الوفيَّات الجماعيّة أو ضحايا الأحداث الإرهابيّة (القتل أو المقابر الجماعيّة أو جرائم الحرب أو انتهاكات حقوق الإنسان الأخرى) فرعٌ من عمل علماء الآثار الجنائيِّين.

يمكن أن يساعد علماء الآثار الجنائيُّون في تحديد مواقع محتملة لمقابر تم إغفالها. حيث يمكن للتغيُّرات التي تحصل في التراب أن تساعد علماء الآثار الجنائيُّون على تحديد هذه المواقع. حيث يؤدي دفن جسم إلى إحداث تلة صغيرة من التراب بسبب وجود الجسم أسفلها. حيث تُشجِّع التربة الرخوة وازدياد المُغذِيات على نمو أنواع مختلفة من النباتات أكثر من المناطق المحيطة. عادةً، يكون لمواقع المقابر تربة أكثر رخاوةً وأكثر قتامة وتحتوي على مُغذيات أكثر من المناطق المحيطة بها. و قد يتم البحث عن مواقع أخرى خلال التحقيق في حالات الإبادة الجماعيّة أو المقابر الجماعيّة لتحديد مواقع دفن إضافيّة.

كما يُمثِّلُ التعليم والبحث أيضاً مجالاً بارزاً في المسيرة المهنيّة لكثير من علماء الآثار الجنائيِّين. حيث يُمثِّلُ تعليم العاملين في مجال إنفاذ القانون وفنيِّي مسارح الجريمة والمحققين بالإضافة إلى الطلاب الجامعيين المتخرجين وغير المتخرجين، يُمثِّلُ جزء بالغ الأهمية من مسيرة عالم الآثار الجنائيّ المهنيّة وذلك، لنشر المعرفة المتعلِّقة بتقنيات الحفر المناسبة ولزيادة إدراك هذا المجال عموماً. جديرٌ بالذكر أن أدلة مسرح الجريمة سابقاً كانت تتعرَّض للخطر بسبب تقنيات الحفر غير الملائمة وبسبب محاولات الوصول إلى هذه الأدلة من قِبل أشخاص غير مؤهلين. بالتالي يصبح علماء الآثار الجنائيُّون غير قادرين على إعطاء تحليلات ذات معنى فيما يتعلَّق ببقايا الهيكل بسبب الضرر أو التلوث. بالإضافة إلى أهمية البحوث التي أُجريت لتحسين وسائل حقل الآثار الجنائيّ، وبشكل خاص فيما يتعلَّق بتقديم وسائل كشف غير مؤذية للأدلة وذلك للبحث والحصول على أدلة سليمة.

هناك عنصر أخلاقيّ يجب أن يُوضع في الاعتبار. قد تؤدي القدرة على كشف معلومات عن ضحايا جرائم الحرب أو جرائم القتل إلى حدوث نزاع في القضايا التي تنطوي على تعارض مصالح. غالباً ما تتعاقد المنظمات الكبيرة مع علماء الآثار الجنائيِّين للمساعدة في معالجة المقابر الجماعيّة، وقد يكون لهذه المنظمات دافع مرتبط بالتعرُّض أو الملاحقة القانونيّة بدلاً من توفير راحة البال لعوائل الضحايا والمجتمعات. تعارض بعض مجموعات حقوق الإنسان الصغيرة مثل هذه المشاريع حالياً، حيث ترغب هذه المجموعات في تجنيب إلقاء الضوء على ذكريات الأفراد المرتبطة بالوفيّات التي وقعت في مثل هكذا حوادث والتي غالباً ما تكون عنيفة. في مثل هذه الحالات، ينبغي على علماء الآثار الجنائيِّين توخي الحذر والاعتراف بالآثار الكامنة وراء عملهم والمعلومات التي سيكشفون عنها.

### علم التاريخ الحفري الجنائي

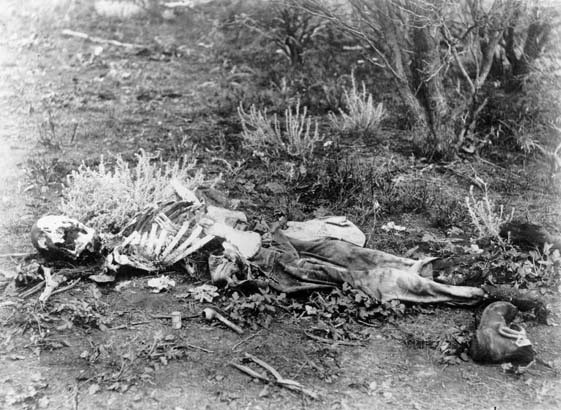
قد يساعد فحص بقايا (رفات) الأشخاص على بناء صورة شخصية عن الفرد قبل و بعد حدوث الوفاة.

يأخذ فحص بقايا الهيكل في الحسبان العواملَ البيئية التي تؤثر على عملية التحلل. و يختصُّ علم التاريخ الحفريّ الجنائي بدراسة التغيرات التي تحدث بعد الوفاة للبقايا البشريّة التي تتسبَّب بها التربة والماء و تفاعل النباتات والحشرات و الحيوانات الأخرى مع البقايا. و لدراسة هذه التأثيرات، أقامت العديد من الجامعات مزارع أجسام. حيث يدرس الطلاب وأعضاء هيئة التدريس بالكليّة تأثيرات العوامل البيئية المختلفة على عملية التحلل التي تطرأ على الجثث المتبرع بها للمركز. حيث تُوضع الجثث في هذه المواقع في وضعيات مختلفة ويُدرس من ثمَّ معدل التحلل مع أي عامل آخر مرتبط بعملية التحلل. قد تتضمن مشاريع الأبحاث مثلاً ما إذا كان البلاستيك الأسود يسبب تسريع عملية التحلل أكثر من البلاستيك النقي، أو آثار التجميد المحتملة على الأجسام الملقاة.

ينقسم علم التاريخ الحفريّ الجنائي عادةً إلى قسمين منفصلين، وهما: علم التاريخ الحفريّ البيولوجيّ (الحيوي) و علم التاريخ الحفريّ الجيولوجيّ (الأرضي). يدرس علم التاريخ الحفري البيولوجي كيفية تأثير البيئة في تحلل الأجسام، وعلى وجه التحديد فحص البقايا البيولوجية للتأكد من كيفية حدوث التحلل أو التدمير. قد يشتمل هذا على عوامل التهام الجيف من قِبل حيوانات و المناخ بالإضافة إلى حجم وعمر الكائن عند موته. كما يأخذ علم التاريخ الحفري البيولوجيّ بالحسبان الأمور الشائعة المتعلقة بحالات الوفاة كالتحنيط وتأثيراتها على التحلل.

يدرس علم التاريخ الحفريّ الجيولوجيّ فحص كيفية تأثير تحلل الجسم على البيئة. فقد تشتمل فحوصات علم التاريخ الحفريّ الجيولوجيّ على كيفية تعكُّر التربة وتبدلات الحموضة في المناطق المحيطة، وتسارع أو تباطؤ نمو النبات حول الجسم. فبفحص هذه الخصائص، سيكون الفاحصون قادرون على البدء في وضع جدول زمنيّ للأحداث خلال وبعد الوفاة. قد يساعد هذا الأمر على تحديد كم مرَّ من الوقت بشكل محتمل منذ الوفاة، سواء كانت الهيكل متأثراً بصدمة في نشاط قبل أو بعد الوفاة أم لا، وكذلك إذا كانت البقايا المتناثرة نتيجة آكل الجيف أو نتيجة محاولة لإخفاء الرفات من قبل المهاجم.

## التعليم

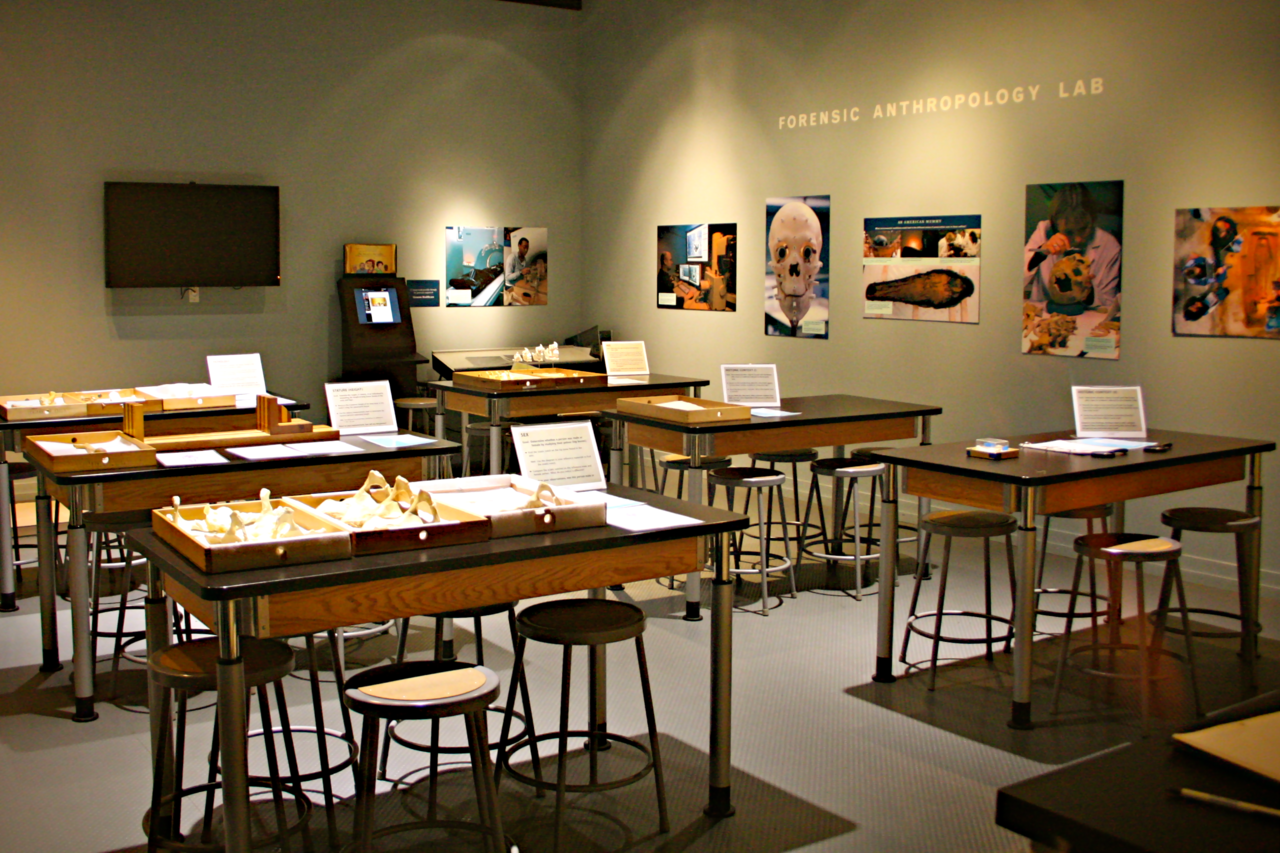
مختبر علم الإنسان الشرعي في المتحف الوطني للتاريخ الطبيعيّ، مؤسسة سميثسونيان، في واشنطن الولايات المتحدة

ينبغي على من بتطلعون ليصبحوا علماء أنثروبولوجيا طبيّة شرعيّة أن يحصلوا على درجة بكالوريوس في الأنثروبولوجيا من جامعة معتمدة. و خلال دراستهم، يركِّزون على الأنثروبولوجيا الطبيعيّة (الفيزيائيّة) وعلم العظام. بالإضافة إلى ذلك، يُنصح أن يأخذ الطلاب دورات في مجموعة واسعة من العلوم كعلم الأحياء والكيمياء والتشريح والوراثة.

و عند إكمال التعليم قبل التخرُّج، يتوجب على الطالب أن يلتحق بصفوف مستويات التخرُّج. عادةً، يحصل علماء الإنسان الجنائية (الطبية الشرعية) على شهادات دكتوراة في الأنثروبولوجيا الطبيعيّة (الفيزيائية) و يكملون عدة صفوف في علم العظام والجنائيات (علم الأدلة الجنائية) وعلم الآثار. يُنصح أيضاً لمن يتطلعون لممارسة علم الإنسان الجنائي (الشرعي) أن يكتسبوا خبرة إضافية في تسليخ (تشريح) الجثث و ذلك من خلال صفوف التشريح العياني والتدرُّب لدى وكالات التحقيق أو عند علماء الإنسان الممارسين. و بمجرد الانتهاء من المتطلبات التعليميّة يمكن للشخص أن يحصل على شهادة من جمعية الأنثروبولوجيا الجنائيّة (الطبية الشرعية) في المنطقة. قد يتضمن هذا فحص IALM الذي تقيمه جمعية الأنثروبولوجيا الجنائية في أوروبا أو امتحان شهادة البورد الأمريكي في الأنثروبولوجيا الجنائية.

عادةً، يقوم معظم علماء الإنسان الجنائية بتنفيذ أعمال الطب الشرعيّ في أوقات محددة (على أساس عدم التفرُّغ)، على أي حال، هناك من يعملون في هذا الحقل بدوام كامل عادةً مع وكالات فيدرالية أو دوليّة. و عادةً ما يتوظَّف علماء الإنسان الجنائية في الأوساط الأكاديمية في الجامعات أو المنشأت البحثية.

## الأخلاقيات
مثلما هو الحال بالنسبة للمجالات الجنائية الأخرى، يُحمَّل علماء الإنسان الجنائية (الطبية الشرعية) مستوىً عالٍ من المعايير الأخلاقية نظراً لعملهم في الجهاز القانوني. يجوز معاقبة الأفراد الذين يسيئون لأنفسهم أو يشوِّهون أي دليل عمداً وتغريمهم و حتى سجنهم من قِبل السلطات المختصة تبعاً لشدة الانتهاك. كما يمكن أن يواجه الأفراد الذين لا يكشفون عن حالات تعارض المصالح أو الذين لا يبلغون عن جميع الموجودات، بغض النظر عن ماهيتها، يمكن أن يواجهوا إجراءات تأديبية. من المهم أن يظل علماء الإنسان الجنائية محايدين أثناء أي تحقيق، ويعيق أي تحيُّز الجهود المبذولة في المحكمة لتقديم الأطراف المسؤولة إلى العدالة.

بالإضافة إلى الأدلة الإرشادية يجب على علماء الإنسان الجنائية أن يضعوا في اعتبارهم أن البقايا (الرفات) التي يتعاملون معها تعود لشخصٍ ما.و ينبغي إذا أمكن، مراعاة العادات المحلية فيما يتعلَّق بالتعامل مع الموتى و ينبغي أن تُعامل كل البقايا باحترام و حفظ كرامة.

## الواقع

### في الولايات المتحدة
الأنثربولوجيا البيولوجية هي إحدى أقسام الأكاديمية الأمريكية لعلوم الطب الشرعي. وهناك مجموعتان من أهم مجموعات الرفات البشري العظمي المستخدم في الأبحاث في الولايات المتحدة الأولى هي مجموهة هايمن-تود (بالإنجليزية: Hamann-Todd Collection) الموجودة في متحف التاريخ الطبيعي في كليفلاند [Cleveland Museum of Natural History]، والثانية هي مجموعة تيري  Terry Collection في مؤسسة سميثسونيان (بالإنجليزية: Smithsonian Institution). تعتبر هاتين المجموعتين أساسا تاريخيا هاما في التحليل الإحصائي اللازم لوضع التقديرات والتوقعات من الرفات المكتشف. بالإضافة إلى وجود عدة مجموعات حديثة من بينها مجموعة الهياكل العظمية التي تبرع بها ويليام م. باس (بالإنجليزية: William M. Bass Donated Skeletal Collection) في جامعة تينيسي في نوكسفيل (بالإنجليزية: University of Tennessee at Knoxville).

### علماء بارزون
لا يوجد سوى القليل من علماء الأنثربولوجيا الجنائية، ففي الولايات المتحدة وكندا هناك أقل من 100 عالم أنثروبولوجيا مجاز يمثل المجلس الأمريكي للأنثربولوجيا الجنائية American Board of Forensic Anthropology(DABFA). ويعمل معظم هؤلاء في الحقل الأكاديمي ويقدمون استشارات بشأن القضايا عند الحاجة.
| الاسم              | سبب الشهرة |
| ------------------ | --- |
| سوزان مارجريت بلاك | عضو مؤسس للجمعية البريطانية لتحديد الهوية البشرية. و مدير مركز التشريح و الهوية البشرية و مركز ليفرهولم للعلوم الجنائية في جامعة دندي.              |
| كارين رامي بورنس   | عمل في التحقيق في عمليات الإبادة الجماعية، بالإضافة إلى التعرُّف على ضحايا هجمات 11 سبتمبر/أيلول و إعصار كاترينا.                                     |
| ميشيل فينيغان      | عملت على تحديد هوية جيس جايمس. |
| ريتشارد جانتز      | مُطوِّر زميل فيFORDISC. |
| إيليس أر. كيرلي    | عمل على التعرُّف على جوزيف مينجل بالإضافة إلى ضحايا عملية الانتحار الجماعي في جونزتاون.                                                               |
| ويليام أر. مابلز   | عمل على التعرُّف على القيصر الروسي نيكولاس الثاني و أعضاء آخرين في أسرة رومانوف بالإضافة إلى فحصه رفات (بقايا) الرئيس زاكاري تايلور للتحقق من التسمُّم. |
| فريدي بيكسيرلي     | مؤسس و مدير المؤسسة الجواتيموليّة للأنثروبولوجيا الجنائية.                                                                                           |
| كاثي ريكس          | ألَّف 19 كتاباً حتى الآن. معظمها عن الأنثروبولوجيا الجنائية.                                                                                           |
| كلايد سنو          | عمل على التعرُّف على الملك توت عنخ آمون و على ضحايا تفجير مدينة أوكلاهوما بالإضافة إلى مشاركته في التحقيق في قضية قاتل جون كيندي.                     |
| ميلدريد تروتر      | وضع صيغ إحصائية لحساب القامة اعتماداً على العظام الطويلة عند البشر من خلال فحصه لضحايا الحرب الكوريّة.                                                |
| كيوال كريشان       | حقَّق تقدماً في هذا العلم في الهند. |

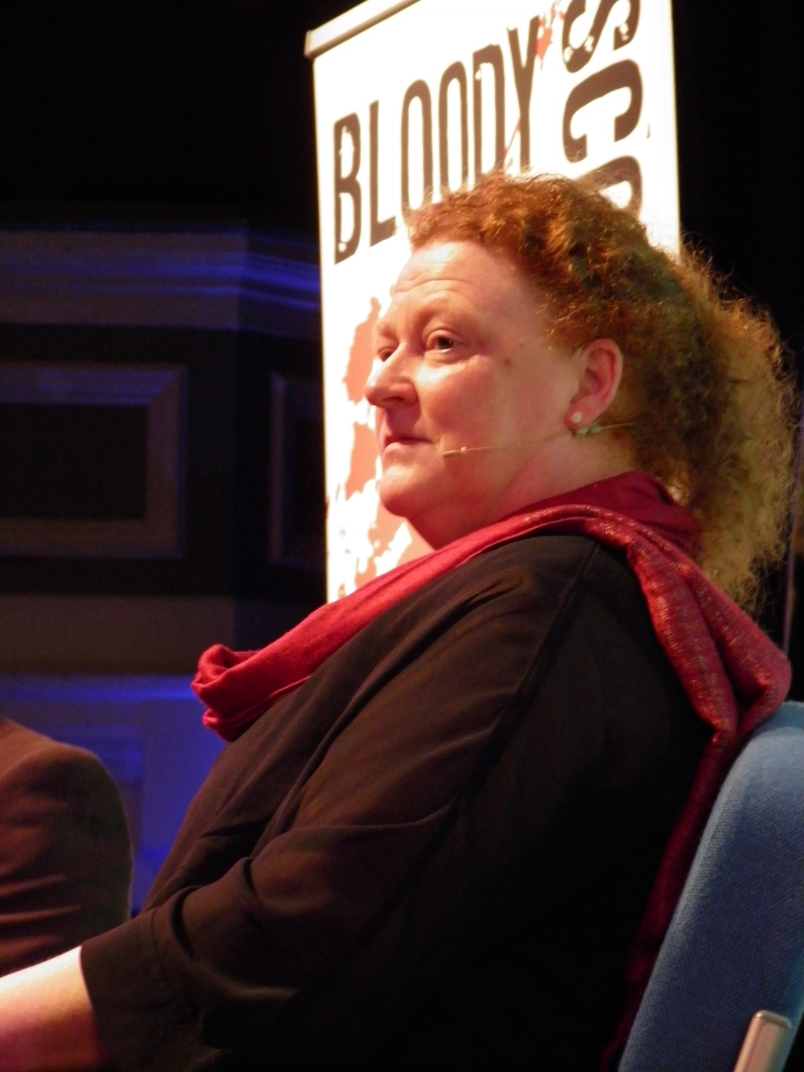
أستاذة علم الإنسان الشرعي (الجنائيّة) سو بلاك في مهرجان سكوتلندا الدمويّة العالمي للكتابة عن الجرائم.
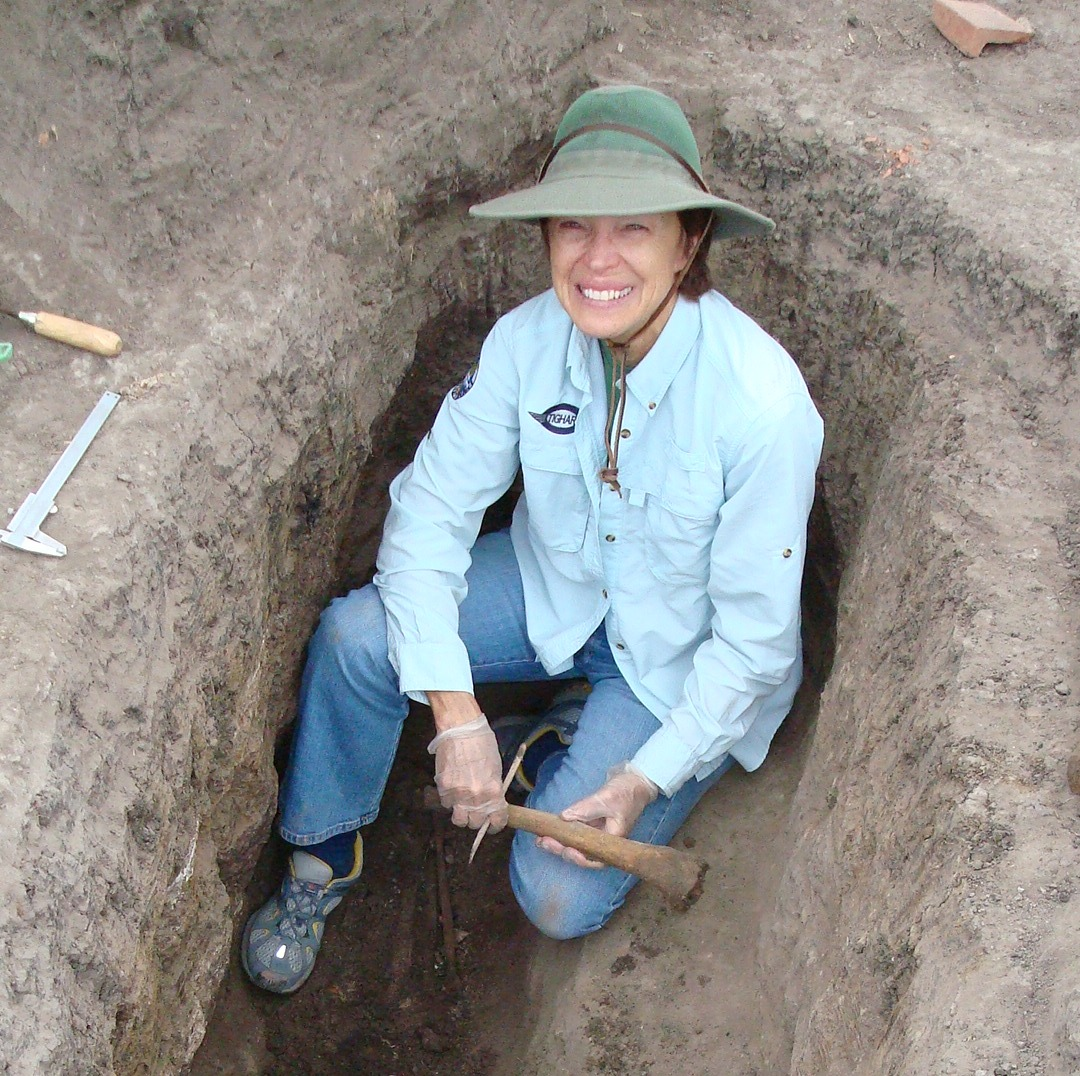
عالمة علم الإنسان الشرعي كارين رامي بورنس أثناء عملها
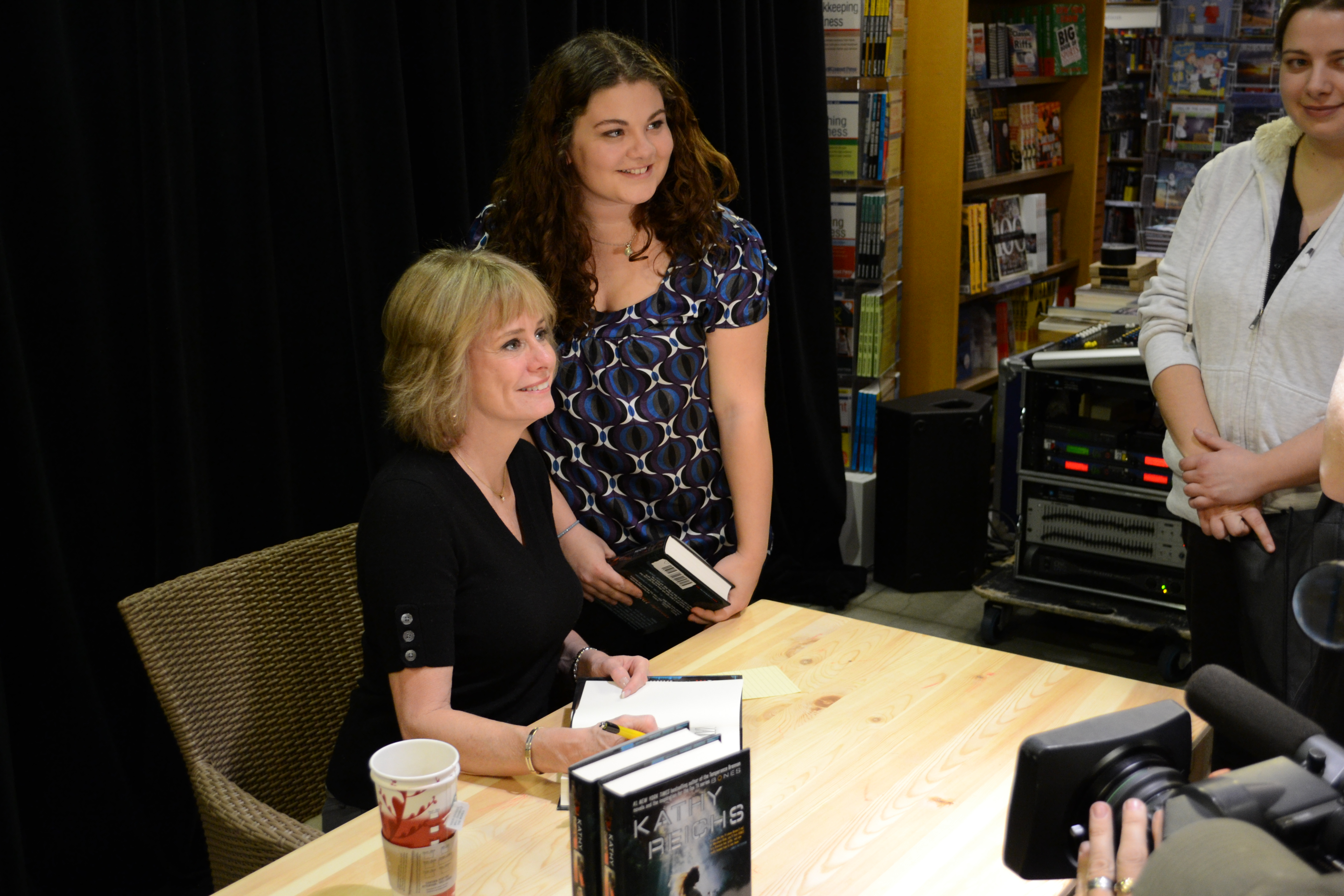
كاثي ريكس أثناء توقيع أحد كتبها الأدبية في تورنتو
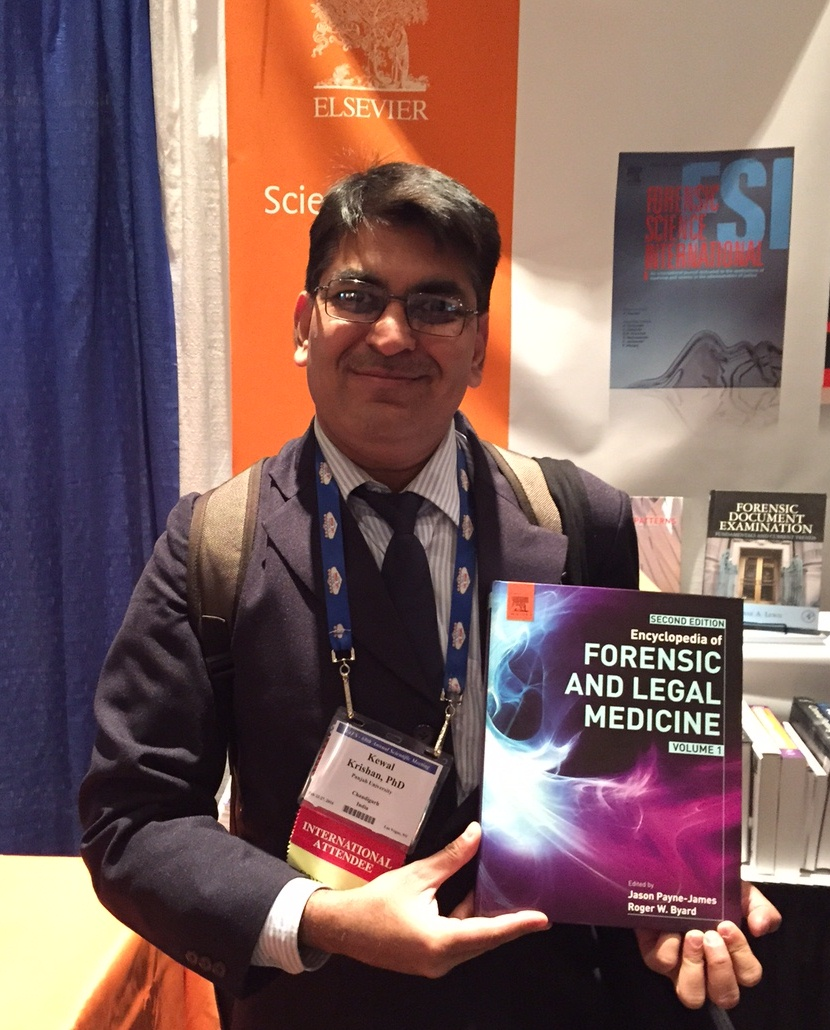
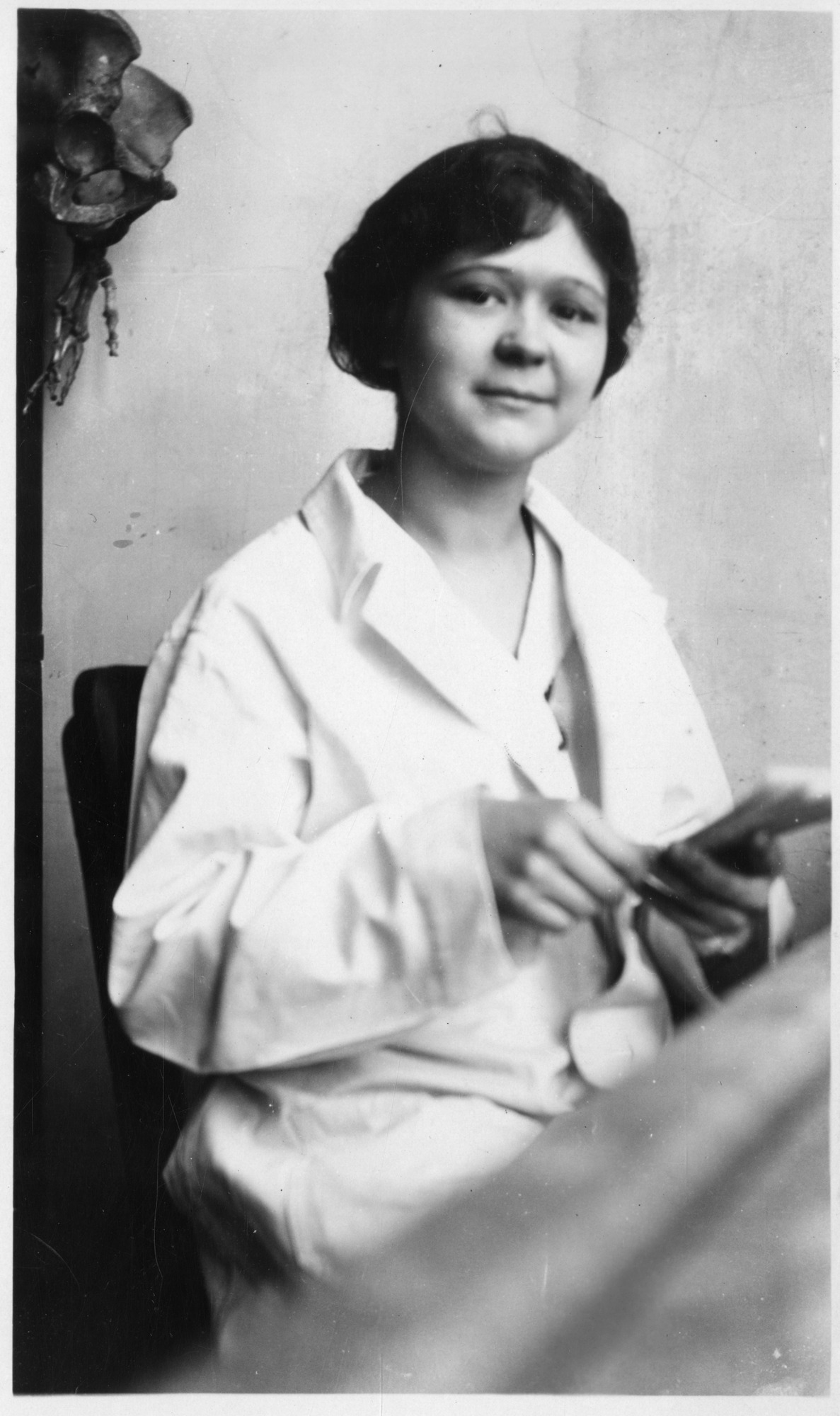
عالمة التشريح و الأنثروبولوجيا ميلدريد تروتر، عملت كعابلمة أنثروبولوجيا طبيّة شرعيّة في الجيش الأمريكي بعد الحرب العالمية الثانية.

## وصلات خارجية
- الأشخاص المفقودون: أحد أهم الشواغل الإنسانية(بالعربية)
- طب شرعي - موسوعة المعرفة(بالعربية)
- جامعة إدنبرة(بالإنجليزية)
- جامعة دندي(بالإنجليزية)
- المجلس (البورد) الأمريكي للأنثروبولوجيا الطبيّة الشرعيّة(بالإنجليزية)
- الأكاديمية الأمريكية للعلوم الجنائية(بالإنجليزية)
- الرابطة الأمريكية لعلماء الإنسان الطبيعية(بالإنجليزية)
- مركز مابلز للطب العدليّ (الشرعيّ) في جامعة فلوريدا(بالإنجليزية)
- مؤسسة علم الإنسان الشرعي الغواتيماليّة (بالإسبانية)
- ForensicAnth.com – قصص و أخبار علم الإنسان الشرعي من كل أنحاء العالم(بالإنجليزية)
- ملفات «لماذا»: الأجسام و العظام نسخة محفوظة 27 سبتمبر 2011 على موقع واي باك مشين.(بالإنجليزية)
- تقنية النسخ المطابق للأصل من Struers للعلوم الجنائية(بالإنجليزية)
- منتدى الأنثروبولوجيا الطبيّة الشرعية - أخبار علم الإنسان الشرعي و التعليم المستدام(بالإنجليزية)
- علم الإنسان الشرعي - معلومات نظريّة و عمليّة(بالإنجليزية)
- مخيم علم الإنسان الشرعي الصيفي - الخبرة(بالإنجليزية)
- مدونة Osetointeractive للأنثروبولوجيا الطبيّة الشرعيّة(بالإنجليزية)